# 謝梵境
謝梵境（5世紀—？），陳郡陽夏县（今河南省周口市太康縣）人，右光祿大夫謝莊的孫女，车骑功曹谢颺的女儿，宋順帝劉準的皇后。昇明二年冬十月壬寅（478年12月8日），谢梵境被册立为皇后。宋順帝禪位后，谢梵境降為汝陰王妃。

## 延伸阅读
[在维基数据编辑]
 《南史·卷11》，出自李延壽《南史》